# Кожаное лицо
Кожаное лицо (англ. Leatherface, также Сойер англ.  Sawyer и Томас Хьюитт англ. Thomas Hewitt) — маньяк, главный отрицательный персонаж серии американских фильмов ужасов «Техасская резня бензопилой», прообразом которого послужил маньяк Эд Гин.
Рост: 193 см
Вес: 160 кг

## Классическая серия
В оригинальной серии фильмов маньяка зовут Сойер (англ.  Sawyer). До событий фильмов Сойер работал на скотобойне. Несмотря на хаотичность движений и мыслей Сойера, он полностью подчиняется своей семье, и сделает всё, что ему прикажут, так как «в определённой степени он их боится». В документальном фильме «The Shocking Truth», режиссёр и создатель персонажа Тоуб Хупер называет Кожаное лицо «большим ребёнком», который убивает ради самозащиты, чувствуя угрозу, он проявляет страх, когда чужаки появляются в его доме.
Семья использует кости убитых людей, чтобы ремонтировать ими свой дом, а мясо погибших едят во время барбекю и готовки чили. Дрейтон Сойер (англ. Drayton Sawyer) — профессиональный повар также продаёт эту еду в закусочной на автозаправке «Last Chance». Кроме того, они делают из останков людей различную посуду. Кроме Сойера и Дрейтона в семье есть несколько братьев — автостопер Наббинс (англ. Nubbins), ветеран войны во Вьетнаме Чоп-Топ (англ. Chop Top), а также хичхайкер-ковбой, который использует имена Эдди и Текс, мужчина с крюком Тек-Тинкер, душевнобольной извращенец Альфредо, водитель эвакуатора Уилмер, а также некий Ви-И. Также у братьев Сойер есть невероятно старый Дедушка. Прикованная к инвалидному креслу, мать семейства, которую все просто зовут Мама, и маленькая девочка — безымянная дочь Сойера. В доме также находится труп бабушки Сойер. Все эти герои появляются в различных сериях франшизы.

### События фильмов
В первом фильме «Техасская резня бензопилой» 1974 года брат и сестра Салли и Фрэнклин Хардэсти едут со своими друзьями на старое кладбище, где похоронен их прадед, чтобы удостовериться, что могилу не разграбили. По дороге они встречают Наббинса Сойера и его семью. Маньяки методично убивают молодых людей, а в живых остаётся только Салли. Кожаное лицо и Дрейтон приводят девушку в свой дом, намереваясь убить и её, а затем съесть. Но девушке удаётся сбежать. Кожаное лицо пытается поймать её и случайно ранит себе ногу своей же бензопилой.
В продолжении 1986 года «Техасская резня бензопилой 2» появляется новый персонаж — брат-близнец Наббинса Сойера по кличке Чоп-Топ и одним из центральных героев становится Дрейтон. Кожаное лицо влюбляется в одну из своих жертв, и чтобы спасти девушку от своей семьи срывает лицо с её возлюбленного и надевает на неё эту жуткую маску. Финал картины намекает на то, что Кожаное лицо погиб во время взрыва.
В 1990 году выходит второй сиквел — «Кожаное лицо: Техасская резня бензопилой 3». Картина представляет новых членов семьи и дочь Кожаного лица.
Фильм «Техасская резня бензопилой 4: Новое поколение» 1994 года представляет новую версию Кожаного лица — маньяк представлен как трансвестит, обожающий пиццу. Также важной частью сюжета является тайный заговор иллюминатов против всего человечества.
Фильмы 2017 и 2006 года «Техасская резня бензопилой: Кожаное лицо» и «Техасская резня бензопилой: Начало» рассказывают о юношеских годах маньяка.

## Ремейки
Новая вселенная персонажей возникла с выходом официального фильма-ремейка в 2003 году. В продолжении картины, вышедшей в 2006 году, зрители узнают предысторию персонажа, а также о том, как Хьюитты пристрастились к каннибализму.

### Фильмы
В ремейке Кожаное лицо зовут Томасом Брауном Хьюиттом. Его биологическая мать Слоун (фамилия женщины, её социальный статус и личность отца ребёнка в фильме не даны) родила малыша 7 августа 1939 года на мясной фабрике «Мясные продукты братьев Ли», где она работала упаковщицей, и сразу после родов умерла. В тот же день её босс выбрасывает новорожденного в мусорный ящик. Плачущего младенца находит нищенка, молодая Люда Мэй Хьюитт, в поисках пропитания бродящая по помойкам. Она забирает малыша и уносит его в дом, где будущий убийца обретает кров, семью и имя.
До того, как фабрика закрылась, а городок опустел, Хьюитты работали на скотобойне. Однако позже, чтобы спастись от голода и выжить, они стали похищать людей, убивать их, разделывать тела, как туши животных, и есть, также продавая мясо в магазинчике-бензозаправке Люды Мэй.
Томас страдает от врожденного физического недостатка — лицевого уродства. Из-за этого над ним издевались в школе (в оригинальном сериале этот факт не упомянут). Более того, ещё с детства у Хьюитта начали наблюдаться психические расстройства с ярко выраженной склонностью к членовредительству. Чтобы скрыть свой внешний недостаток, Томас носит небольшую, закрывающую половину лица, маску из кожи, сшитую им самим ещё в юности. Он работает мясником на той же фабрике, где когда-то родился, и на того же человека, который много лет назад попытался избавиться от него.
После того, как санинспекция закрыла фабрику, её директор и супервайзер вынужден распустить персонал. Но Хьюитт один игнорирует приказ, продолжая заниматься любимым делом, разделкой туш. Директор и его помощник пытаются выкурить «уродца». В ход идут грубости в адрес семьи Хьюитта, и в порыве ярости, Томас забивает насмерть директора фабрики кувалдой. Вскоре среди инструментов для разделки и забоя он находит бензопилу, которую забирает с собой и в дальнейшем использует в качестве орудия убийств. Местный шериф полиции, Уинстон Хойт хочет арестовать Хьюитта и приезжает на их семейную ферму. Но он не застает убийцу дома, поэтому вынужден отправиться на его поиски, взяв с собой в помощники Чарли Хьюитта, дядюшку Томаса. Защищая племянника, Чарли убивает шерифа и занимает его место: берет себе имя, звание и форму в придачу. Перед тем, как убить шерифа, Чарли ведет с ним разговор о своем племяннике, в котором Уинстон Хойт называет Томаса «дебилом», на что Чарли отвечает: «Томас не дебил. Просто его никто не понимает».
Получив власть в округе, Хьюитты начинают охоту на случайных проезжих: убийства, в основном, совершает Кожаное лицо. Убивая людей и разделывая их тела, он снимает с лиц убитых жертв кожу и изготовляет себе маски.
Фактически, остальные члены семьи манипулируют Томасом. Однако, относятся к нему любяще и заботливо (в отличие от семьи из оригинальной серии). В ремейке, Эрин Хардэсти (единственная выжившая в фильме), спасаясь от Кожаного Лица, отрубает маньяку руку мясным ножом. После того, как Эрин появляется в полиции, власти направляются на ферму Хьюиттов, где обнаружены останки 33 человек. Кожаному Лицу, между тем, удается спастись, убив двух полицейских, ведущих документальную съёмку с места преступления. Дело Томаса Хьюитта, убийцы по прозвищу Кожаное Лицо остаётся нераскрытым.

### Комиксы
Большая часть изданных по мотивам вселенной комиксов является продолжением или предысторией сюжетных линий ремейка. Из комиксов «WildStorm» становится известно, что после бегства с фермы Хьюитты живут в туннелях канализации округа Трэвис, штат Техас, в то время как большая часть города была в курсе дел, которые творят Хьюитты, но старается не вмешиваться в них, периодически помогая справиться с ситуацией с приезжими или наоборот игнорируя происходящее: так одна из жертв прибегает в бар, где вскоре появляется Кожаное лицо, но никто даже не пытается оказать помощь. Старик Монти помогает Томасу сделать протез — к кости прикреплён крюк, поддерживаемый ремнём.
Выпуск под названием «История мальчика» (англ. About A Boy) рассказывает о детстве Томаса Хьюитта, когда в основном мальчик рисует в своём блокноте, охотится и потрошит животных, делая из них одежду. Парень по имени Джесси и его друзья закидывают Томаса камнями. Тогда Хьюитт нападает на мальчика, а затем срывает кожу с его лица, когда юноша ещё жив. Из комикса видно, как семья остаётся безразличной к тому, что происходит с Томасом. Его дядя Чарли помогает ему избавиться от тела Джесси — единственное замечание, которое он делает: «Ты должен сам исправлять последствия своих действий». Между тем, Люда Мэй нападает на обеспокоенного состоянием мальчика учителя Томаса, сказав при этом: «С моим мальчиком всё в порядке!»

### О персонаже
Продюсер Брэд Фуллер говорит, что «хотя Хьюитты воспитывают ребёнка как своего собственного, для них он больше как домашний любимец, чем член семьи. Несомненно, они любят и заботятся друг о друге — как бы странно это ни проявлялось».
Эндрю Брынярски, исполнивший роль Кожаного лица, говорит: «Он как забитый пёс — он был изгоем, над ним издевались и смеялись. Это настолько пошатнуло его сознание, что, в общем-то, у него не было шанса на нормальную жизнь».
Терренс Эванс, сыгравший дядю Монти: «Мне кажется, его судьба могла бы сложиться иначе! Над ним издевались окружающие, сложный характер, связанный с развитием болезни, постоянное общение с Хойтом — так будущий шериф и получил контроль над Томасом!».

## Образ

### Внешний вид
Кожаное лицо — это высокий и сильный мужчина, страдающий от лишнего веса. Он практически не моется, у него грязные спутанные волосы, в которых запеклись кровь и кусочки плоти. Его одежда также грязна, на нём всегда фартук, испачканный во время многочисленных кровавых злодеяний. Лицо маньяка скрывает маска, сделанная из кожи его жертв. В ремейке говорится, что лицо маньяка изуродовала врождённая болезнь кожи, а до того, как он начал убивать людей, он делал маски из шкур животных.

### Поведение и оружие
Кроме проблем с кожей, у маньяка выявляются нарушения в психическом развитии — он не говорит, ведёт себя неадекватно, при движении пританцовывая и издавая хрюкающие звуки. Несмотря на это, члены его семьи понимают маньяка, когда тот изъясняется с ними. Часто его поведение напоминает поведение маленького ребёнка, не до конца понимающего, что он делает. В качестве оружия маньяк использует различные предметы — молоток, нож, топор, крюк для мяса — но чаще всего при нём его бензопила, при помощи которой он не только избавляется от своих жертв, но и преодолевает преграды, встречающиеся на его пути.

### Исполнители роли
В первом фильме «Техасская резня бензопилой» (1974) роль маньяка исполнил Гуннар Хансен. В продолжении фильма «Техасская резня бензопилой 2» (1986) — Билл Джонсон. В третьем фильме серии «Кожаное лицо: Техасская резня бензопилой 3» (1990) роль Сойера сыграл Р. А. Михайлофф. В четвёртом фильме франшизы «Техасская резня бензопилой 4: Новое поколение» (1994) Кожаное лицо сыграл Роберт Джекс.
В фильмах «Техасская резня бензопилой» (2003) и «Техасская резня бензопилой: Начало» (2006) роль Кожаного лица сыграл актёр и каскадёр Эндрю Брынярски. Дэн Игер сыграл маньяка в картине «Техасская резня бензопилой 3D» (2013). А в «Техасская резня бензопилой: Кожаное лицо» (2017) роль исполнил Сэм Страйк.

## Жертвы

### Техасская резня бензопилой (1974)
- Кирк — два удара молотом по голове, обезглавлен бензопилой
- Пэм — подвешена на мясном крюке
- Джерри — удар молотком в голову
- Фрэнклин Хардести — распилен бензопилой
- Наббинс Сойер (Попутчик) — сбит грузовиком

### Техасская резня бензопилой 2 (1986)
- Базз — макушка отпилена бензопилой
- Ривз — врезался в мост на неуправляемой машине (за камерой)
- «LJ» МакПитерс — забит молотком, снята кожа с лица

### Кожаное лицо: Техасская резня бензопилой 3 (фильм, 1990)
- Джина — удар молотком по голове
- Сара — распотрошена бензопилой
- Райан — топор вбит в лицо
- Бенни — разрублен на части бензопилой, утоплен в реке (альтернативный конец)

### Техасская резня бензопилой 4: Новое поколение (1994)
- Барри — забит до смерти молотком
- Хизер — насажена на крюк для мяса, откусано горло
- Пожилой мужчина — погиб в результате аварии
- Пожилая женщина — погибла в результате аварии

### Техасская резня бензопилой (2003)
- Попутчица — выстрел в голову, самоубийство
- Кемпер — удар молотом между лопаток с последующим позже снятием кожи лица
- Энди — отпилена нога бензопилой и подвешен на крюк, позже добит Эрин
- Пеппер — распилена бензопилой
- Морган — промежность распилена бензопилой
- Хойт — сбит машиной

### Техасская резня бензопилой: Начало
- Директор — забит молотком
- Настоящий шериф — выстрел из дробовика в голову
- Алекс (байкерша) — выстрел из дробовика в грудь
- Холден (байкер) — распилен бензопилой пополам
- Эрик — разрезан бензопилой
- Бейли — перерезано горло
- Дин — выпотрошен бензопилой
- Крисси — распотрошена бензопилой

### Техасская резня бензопилой 3D
- Дэрилл — голова размозжена кувалдой
- Кенни — распилен бензопилой на 2 части
- Райан — разбился на машине затем расчленен
- Никки — застрелена полицейским
- Марвин (полицейский) — зарублен топором с последующим позже снятием кожи лица
- Олли — убит вилами
- Бёрт Хартмен (мэр) — разрублен на куски мясоразделочным станком

### Техасская резня бензопилой: Кожаное лицо
- Бетти — придавлена арматурой
- Пациент — забит до смерти ногами
- Полицейский — забита голова дверью машины, несколько ударов по голове
- Помощник Хэла Хартмена (Соррел) — съеден заживо свиньями
- Хэл Хартмен — вскрыт бензопилой
- Лиззи — обезглавлена бензопилой

### Техасская резня бензопилой (2022)
- Помощник шерифа — несколько ударов сломанной костью в шею
- Шериф Хэтуэй — голова разбита газовым баллоном
- Рут — выпотрошена ножом
- Данте — челюсть разрублена тесаком, потерял много крови
- Рихтер — голова разбита на куски кувалдой
- Водитель автобуса — обезглавлен бензопилой (за кадром)
- 15 человек в автобусе — разрублены бензопилой
- Салли Хардести — распотрошена бензопилой
- Мелоди — обезглавлена бензопилой

## Оценки и упоминания
Сайт «IGN» поставил Кожаное лицо на 6 место в списке «25 лучших злодеев в ужастиках». Кожаное Лицо стал персонажем компьютерной игры «Terrordrome: Rise Of The Boogeymen» — файтинга, где главные герои — отрицательные персонажи культовых фильмов ужасов. В девятнадцатом эпизоде «That Hurts Me» первого сезона сериала «Робоцып» пародируется шоу «Большой брат» с персонажами фильмов ужасов, среди которых появляется и Кожаное лицо. Вместе с другими известными отрицательными персонажами кино, Кожаное лицо появляется в аттракционе «Halloween Horror Nights 2007: The Carnival Of Carnage» на студии «Universal Orlando Resort».
Компания «NECA» выпустила диораму из фильма «Техасская резня бензопилой: Начало» со сценой убийства Эрика Кожаным лицом на разделочном столе в серии «New Line Cinema’s House Of Horror» в 2006 году, а также фигурку Кожаного лица в серии «Cult Classics Hall Of Fame: Series 2» в 2007 году.
Компания «McFarlane Toys» выпустила фигурку Кожаного лица в сериях «Movie Maniacs 7» и «Movie Maniacs». Компания «Sideshow» выпустила куклу Кожаное лицо. Компания «Mezco Toyz» выпустила диораму убийства Моргана из ремейка 2003 года в серии «Cinema Of Fear 2».
В 2016 году Кожаное лицо анонсировано в игре «Mortal Kombat X», вместе с Ксеноморфом из фильма «Чужой».
В 2016 году анонсирован в качестве персонажа игры «Mortal Kombat Mobile (бывш. Mortal Kombat X Mobile)». Также в команду были добавлены персонажи Фредди Крюгер и Джейсон Вурхиз.
В 2017 году Кожаное лицо был добавлен в качестве нового маньяка в игру «Dead by Daylight».

## Комментарии
1. ↑  Фильм является прямым продолжением к оригинальному фильму, однако, как подметил сценарист Федерико Альварес, не вычёркивает из канона события первых трёх сиквелов[3][4].